# Rachiń (gmina)
Rachiń – dawna gmina wiejska w powiecie dolińskim województwa stanisławowskiego II Rzeczypospolitej. Siedzibą gminy był Rachiń.
Gminę utworzono 1 sierpnia 1934 r. w ramach reformy na podstawie ustawy scaleniowej z dotychczasowych gmin wiejskich: Bełejów, Hoffnungsau, Jakubów, Nadziejów, Rachiń, Słoboda Dolińska, Sołuków, Trościaniec i Turza Wielka.
Pod okupacją zniesiona i przekształcona w gminę Trościaniec.